# Ivan Novák
Ivan Novák (5. června 1942, Třebíč – 11. prosince 2024) byl český fotbalový obránce a československý reprezentant. Po skončení aktivní kariéry působil v Dukle Praha jako asistent trenéra a trenér mládeže. 
V roce 2024 byl uveden do Síně slávy třebíčského sportu.

## Fotbalová kariéra
Je odchovancem Jiskry Třebíč (1951–1960), nastupoval za její hokejové i fotbalové mužstvo. Za československou reprezentaci odehrál roku 1966 tři utkání, jednou startoval i za reprezentační B-mužstvo. V československé lize hrál za Spartak KPS Brno (1961/62) a Duklu Praha (1964/65–1973/74), odehrál celkem 182 utkání a dal 5 branek. S pražskou Duklou získal roku 1966 mistrovský titul a dvakrát československý pohár (1966, 1969). V Poháru mistrů evropských zemí nastoupil v 10 utkáních, v Poháru vítězů pohárů ve 4 utkáních a v Poháru UEFA nastoupil v 1 utkání.

## Ligová bilance
| Ročník                                     | Zápasy | Góly | Minuty | Klub             |
| ------------------------------------------ | ------ | ---- | ------ | ---------------- |
| 1. československá fotbalová liga 1961/1962 | 13     | 0    | 1 170  | Spartak KPS Brno |
| 2. československá fotbalová liga 1962/1963 | –      | –    | –      | Spartak KPS Brno |
| 1. československá fotbalová liga 1964/1965 | 10     | 0    | 834    | Dukla Praha      |
| 1. československá fotbalová liga 1965/1966 | 15     | 0    | 1 350  | Dukla Praha      |
| 1. československá fotbalová liga 1966/1967 | 25     | 0    | 2 250  | Dukla Praha      |
| 1. československá fotbalová liga 1967/1968 | 21     | 0    | 1 825  | Dukla Praha      |
| 1. československá fotbalová liga 1968/1969 | 23     | 1    | 1 949  | Dukla Praha      |
| 1. československá fotbalová liga 1969/1970 | 20     | 0    | 1 800  | Dukla Praha      |
| 1. československá fotbalová liga 1970/1971 | 22     | 3    | 1 966  | Dukla Praha      |
| 1. československá fotbalová liga 1971/1972 | 9      | 1    | 719    | Dukla Praha      |
| 1. československá fotbalová liga 1972/1973 | 20     | 0    | 1 684  | Dukla Praha      |
| 1. československá fotbalová liga 1973/1974 | 4      | 0    | 188    | Dukla Praha      |
| CELKEM 1. liga                             | 182    | 5    | 15 735 |                  |